# 日本薬剤師研修センター
公益財団法人日本薬剤師研修センター（にほんやくざいしけんしゅうセンター、英文名称：Japan Pharmacists Education Center）は、薬剤師の生涯学習を支援し推進する機関。以前は厚生労働省薬務局所管の財団法人であったが、公益法人制度改革に伴い公益財団法人へ移行した。

## 概要
広範にわたる各職域の薬剤師の資質向上を図るのを目的に環境整備や研修事業等の推進のため、1989年厚生省薬務局の認可のもと設立された。薬剤師の生涯研修に資するため、カリキュラムの策定、指導要領の作成、教材等提供事業、及び各種研修機会の提供・協賛また研修協力機関の斡旋等を行う。

## 本部所在地
- 東京都港区赤坂1-9-13